# Ferry Carondelet
Pour les articles homonymes, voir Carondelet.
Ferry Carondelet (1473-1528), humaniste de la Renaissance et archidiacre de Besançon occupa de hautes fonctions auprès du pape Jules II et au service de Marguerite d'Autriche, fille de l'empereur Maximilien Ier de Habsbourg.

## Biographie
Né en 1473 à Malines, il est issu d'une noble, riche et influente famille comtoise. Il est le fils de Jean Carondelet (1428-1501), grand chancelier de Flandre et Bourgogne de l'empereur Maximilien de Habsbourg, et de Marguerite de Chassey (-1511). Il a pour frères Claude et Jean Carondelet. Il fait ses études à l'université de Dole.
En 1501, il épouse Digne des Baux (-1503) dont il eut un fils, Paul Carondelet (1501-1581), seigneur de Mousty-sur-Thil et capitaine de cuirassiers, dont la descendance directe se poursuivra jusqu’au début du XVIIIe siècle.
En 1504, à la mort de sa femme, il est nommé archidiacre laïc du chapitre métropolitain de Besançon et devient diplomate et conseiller particulier de l'empereur Maximilien. En 1508, il est un des conseillers privilégiés de la princesse Marguerite d'Autriche, régente du comté de Bourgogne et des Flandres.
En 1510, cette princesse l’envoie comme ambassadeur à Rome où il fit peindre par Fra Bartolomeo la Vierge aux saints qu’il offrit à la Cathédrale Saint-Étienne de Besançon (il y est figuré en donateur) et se fit portraiturer par Sebastiano del Piombo avec son secrétaire (aujourd’hui au musée Thyssen-Bornemisza de Madrid et anciennement attribué à Raphaël). En 1513, à son retour à Malines, le pape Jules II en fait son légat à la cour de l'empereur Maximilien Ier.
En 1511, il devient abbé commendataire de l’abbaye de Montbenoît dans le Doubs dont il est un bienfaiteur important : il fit reconstruire le chœur de l'abbatiale. Il établit aussi une chapelle familiale dans la cathédrale Saint-Étienne de Besançon dans laquelle son frère Jean fit plus tard installer pour lui un tombeau commandé au sculpteur Michel Scherrier à Bruges en 1543.Il s'installe définitivement à l'abbaye de Montbenoît à l'été 1520. Il y meurt le 27 juin 1528.

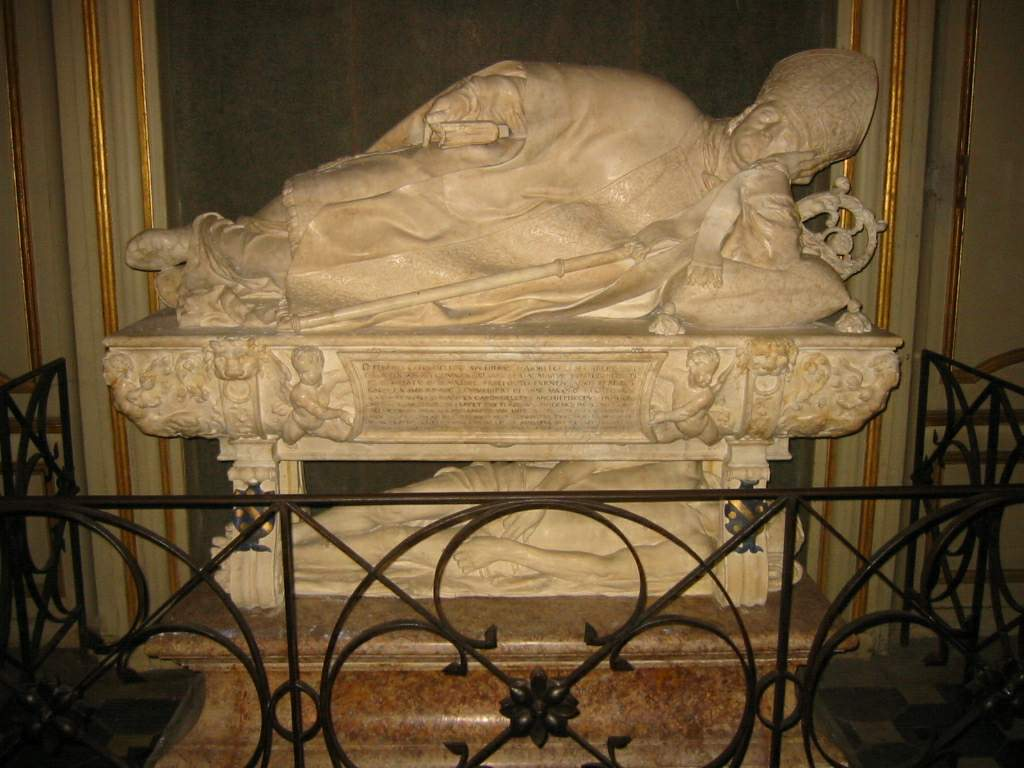
Gisant et transi de Ferry Carondelet dans la cathédrale Saint-Jean de Besançon.
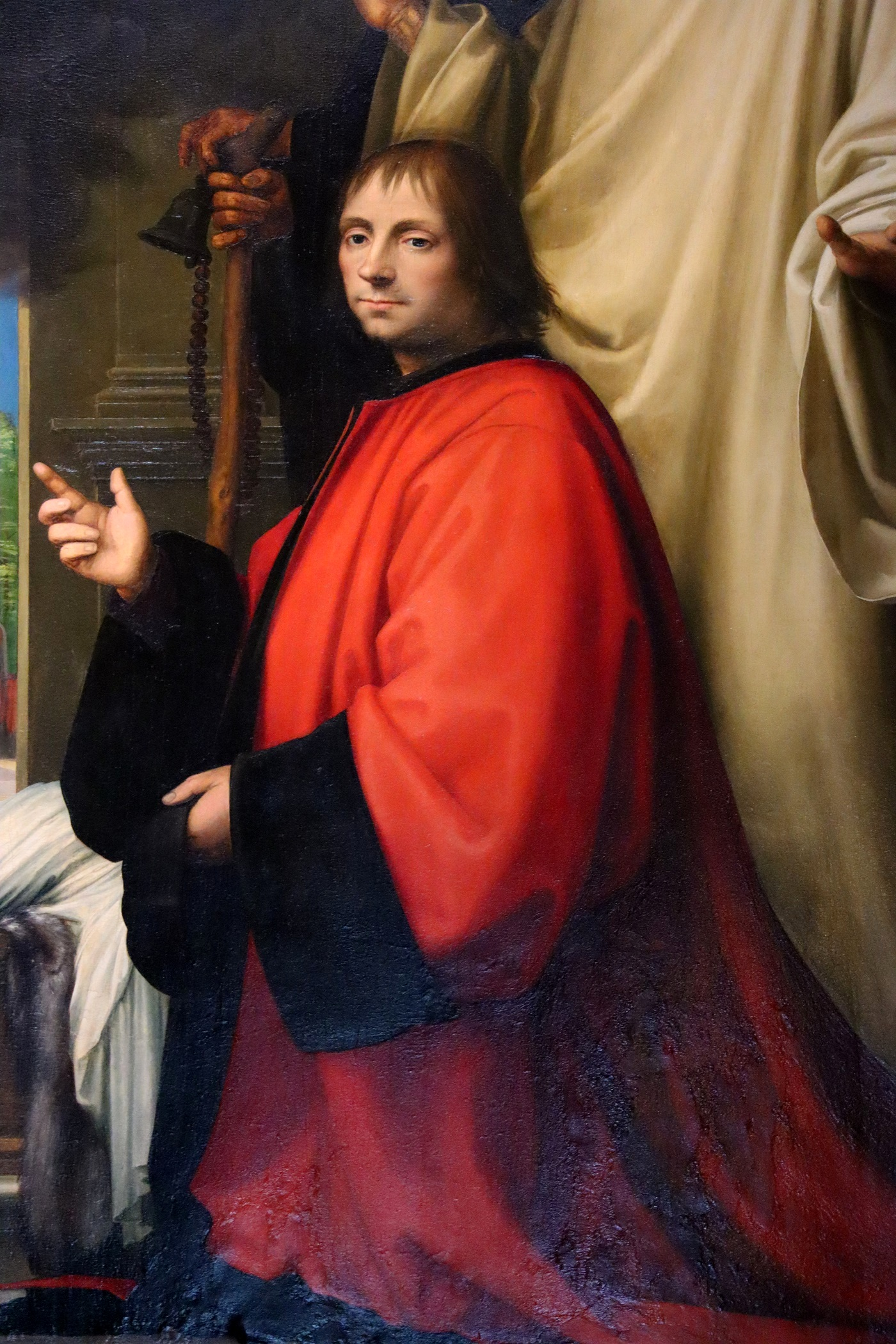
Ferry Carondelet, par Fra Bartolomeo dans La Vierge aux saints.

### Sources et bibliographie
- Léon de la Brière, « Dépêches de Ferry Carondelet, Procureur en Cour de Rome (1510-1513) », Bulletin Historique et Philologique du Comité de Travaux Historiques et Scientifiques,‎ 1895, p. 98-134 (lire en ligne)
- Auguste Castan, « La Vierge de Carondelet », Mémoires de la Société d'émulation du Doubs,‎ 1873